# 佩里頓 (天文學)

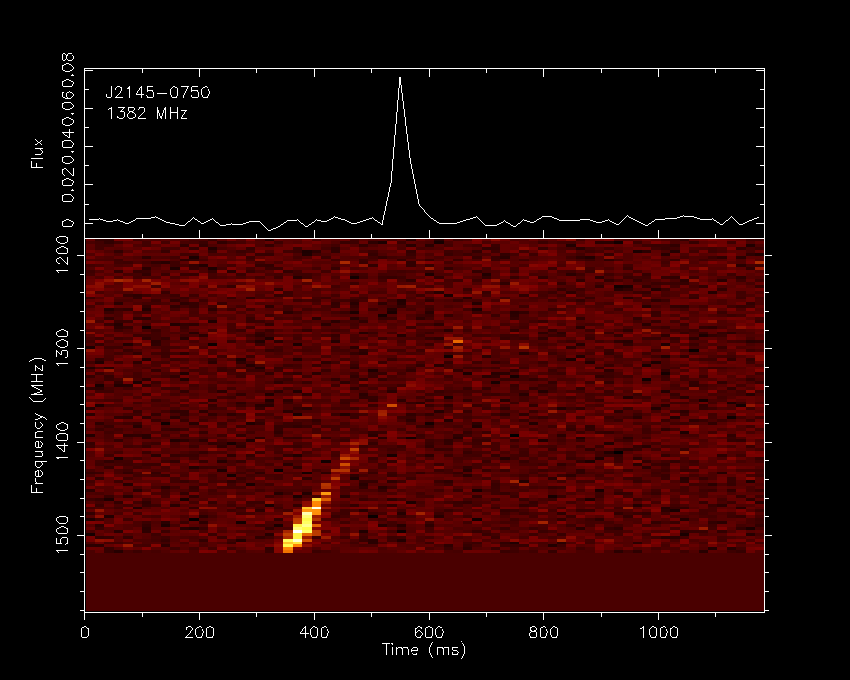
在帕克斯天文台偵測到的佩里頓事件。

佩里頓（perytons）在射电天文学中是短短幾毫秒的人造无线电信号，類似於快速電波爆發。 1998年在帕克斯天文台首次發現，最後發現這些訊號是由於附近的微波炉爐門過早打開所致。
該無線電訊號以佩里頓（peryton）來命名，佩里頓是一種偽神話中的有翼雄鹿，所投射出的是人形的影子。選擇這個名稱是因為這些訊號是人造的，但具有模仿快速電波爆發這種自然現象的特徵。

## 偵測
佩里頓在帕克斯天文台和布萊恩無線電天文台被觀測到。1998年至2015年間，帕克斯天文台確認了46個佩里顿。1998年6月23日，在7分鐘內在同一地點偵測到16個佩里頓。
2011年，一組來自澳大利亚的研究人員發現了16個類似於人造快速電波爆發的訊號，並將其命名為佩里頓。 佩里頓是豪爾赫·路易斯·波赫士所著的幻獸辭典中的虛構動物。
2015年1月，帕克斯天文台探測到3個佩里頓。截至2015年，已有25佩里頓成為科學發表的主題。
這些訊號表現出某些似乎來自銀河系外部的快速電波爆發（FRB）的特點，但其天文起因很快就被排除了。佩里頓假設的可能來源包括：
- 來自飛機的訊號
- 電離層中的閃光
- 閃電
- 太陽耀斑
- 地球伽馬射線暴
- 窄雙極脈衝（英语：Narrow_bipolar_pulse）（高空雲間放電，容量數百吉瓦）

## 起因確認
2015年3月17日，實驗將裝滿水的陶瓷杯放入微波爐，並在其結束運轉之前就打開爐門，此次試驗製作出3個佩里頓。
2015年，帕克斯天文台證明佩里頓是微波炉爐門過早打開的結果。當磁控管關閉時，微波爐會釋放一個類似快速電波爆發的掃頻無線電脈衝。大多數佩里頓被認為是兩台松下的微波爐造成的，這兩台微波爐均出廠超過27年且功能正常。